# احمد میرزا معین‌الدوله
احمد میرزا معین‌الدوله (زاده ۱۲۳۴ – درگذشته ۱۳۱۰ قمری) شاهزاده قاجار، پسر دهم عباس میرزا و برادر تنی خسرو میرزا، جهانگیر میرزا و مصطفی‌قلی میرزا بود. مادر این چهار برادر دختر یارمحمدبیگ از خوانین طایفه ترکمن آذربایجان بود.
پس از درگذشت فتحعلی‌شاه، احمد میرزا که در آن زمان شانزده سال بیشتر نداشت به همراه برادرانش به دستور محمد شاه زندانی شده و به قلعه اردبیل فرستاد شد. در آنجا چشمان خسرو میرزا و جهانگیر میرزا را کور کردند. این اقدامات با تاکید قائم مقام فراهانی صورت می‌گرفت که نگران بود آنان در آذربایجان علیه شاه جدید دست به شورش زنند. پس از قتل قائم مقام، محمدشاه هر چهار برادر را از زندان آزاد کرده و آنان با مقرری مختصری از جانب دولت روانه تویسرکان و ملایر شدند. تا آن که در سلطنت ناصرالدین‌شاه احمد میرزا بار دیگر مورد توجه قرار گرفته و ابتدا به حکومت گلپایگان، کمره و خوانسار رسید. سپس حاکم مازندران شد و در ۱۲۷۵ قمری برای بار دوم به حکومت گلپایگان، کمره و خوانسار رسید. 
او در سال ۱۳۱۰ قمری در مشهد درگذشت.